# Cladonia steyermarkii
Cladonia steyermarkii är en lavart som beskrevs av Ahti. Cladonia steyermarkii ingår i släktet Cladonia och familjen Cladoniaceae.   Inga underarter finns listade i Catalogue of Life.